# Льотчики (район)
Льотчики (крим. Lötçıkı) — мікрорайон на заході Севастополя, у Гагарінському районі.

## Опис
Більшість північної частини району зайнята парком Перемоги, розташованому на мисі між бухтами Стрілецька і Кругла. Зі сходу та заходу район обмежений балками, які є продовженням вищезгаданих бухт. Південний кордон — Столетовський проспект.
Основні напрямки — Проспект Жовтневої Революції, Вулиця Адмірала Юмашева, вулиця Адмірала Фадєєва.
Забудова району одна з найщільніших у місті, з гарно розвиненою інфраструктурою торгівлі, сфери послуг, харчування та навчання. Великі громадські центри  — Юмашевський ринок, торгові центри «Посейдон», «Ахтіар». Парк Перемоги є найбільшим за площею у місті, існують інші парки та сквери (Студентський, Кесаєвський, сквер вздовж проспекту Жовтневої революції та інші). На площі перед районною адміністрацією встановлений пам'ятник Тарасові Шевченку. Район відрізняється чудовою транспортною забезпеченістю.
На території мікрорайону розташовані пляжі «Омега» та «Парк Перемоги».

## Історія
Свою назву район отримав через Севастопольське авіаційне підприємство, що знаходиться тут. Підприємство (у народі — «Вертолітка») розташоване на східному березі бухти Кругла (Омега) та спочатку спеціалізувалося на ремонті гідролітаків.
Центральна вулиця району так і називалася — вулиця Льотчиків. У 1977 основна частина вулиці перейменована на проспект Жовтневої революції, а частина вулиці між авіаційним підприємством та парком Перемоги зберегла назву вулиця Льотчиків.